# Chi Lăng (xã)
Chi Lăng là một xã thuộc tỉnh Lạng Sơn, Việt Nam.

## Địa lý
Xã Chi Lăng có vị trí địa lý:
- Phía đông giáp xã Quan Sơn và xã Nhân Lý
- Phía tây giáp xã Tân Thành
- Phía nam giáp xã Sơn Hải và xã Tân Sơn của tỉnh Bắc Ninh
- Phía bắc giáp xã Bằng Mạc và xã Vạn Linh.

Theo thống kê năm 2024, xã Chi Lăng có diện tích 80,74 km², dân số là 28.192 người, mật độ dân số đạt 349 người/km².

## Lịch sử
Ngày 1 tháng 7 năm 2025, Ủy ban Thường vụ Quốc hội ban hành Nghị quyết số 1672/NQ-UBTVQH15 về việc sắp xếp các đơn vị hành chính cấp xã của tỉnh Lạng Sơn năm 2025. Theo đó,Sắp xếp toàn bộ diện tích tự nhiên, quy mô dân số của xã Chi Lăng (huyện Chi Lăng), thị trấn Chi Lăng và thị trấn Đồng Mỏ thành xã mới có tên gọi là xã Chi Lăng.